# Jean-Luc Delpech
Jean-Luc Delpech (Sarlat-la-Canéda, 27 oktober 1979) is een voormalig Frans wielrenner. Hij beëindigde zijn loopbaan in 2015

## Belangrijkste overwinningen
- 1e etappe Ronde van de Pyreneeën

2006
- 3e etappe Ronde van Burkina Faso

2007
- Tour du Tarn-et-Garonne

2008
- Parijs-Troyes
- 5e etappe Ronde van Gabon

2010
- Boucles de l'Aulne
- Mi-Août en Bretagne

2012
- 4e etappe Ronde de l'Oise
- Eindklassement Ronde de l'Oise

## Resultaten in voornaamste wedstrijden
| Jaar | Parijs-Roubaix |
| ---- | -------------- |
| 2011 | 74e            |
| 2012 | opgave         |
| 2013 | opgave         |